# Videoclub
«Videoclub» — французький музичний дует, утворений 2018 року Адель Кастійон та Метьє Рейно.
Дует виконує пісні здебільшого французькою, зрідка — англійською.

## Історія
Дует «Videoclub» був утворений у червні 2018 року акторкою і ютуберкою Адель Кастійон та композитором і музикантом Метьє Рейно.
Перший сингл дует, що був створений Реджисом Рейно (батьком Метью) і отримав назву «Amour plastique», здобув справжнього успіху. Перший концерт відбувся 11 квітня 2019 року в Нанті та став аншлагом. Перший концертний тур відбувся влітку 2019 року.
31 березня 2021 року дует оголосив, що Метьє покине проект через розрив пари.

## Учасники
- Адель Кастійон[fr] : спів, клавішні (з 2018)
- Метьє Рейно: спів, електрогітара, клавішні, ударні (з 2018)

## Дискографія

### Сингли
- 2018 : Amour plastique
- 2018 : Roi
- 2019 : En nuit
- 2019 : What Are You So Afraid Of (reprise de XXXTentacion)
- 2019 : Mai
- 2020 : Enfance 80 (With Natalia Lacunza)